# Заложник (фильм, 2005)
«Заложник» (англ. Hostage) — художественный фильм, снятый в 2005 году   французским режиссёром Флораном Эмилио Сири. По словам самого Сири, это «психологический триллер». История искупления, освобождения. История о людях, потерявших самих себя.

## Слоган
- Он вёл переговоры со смертью каждый день. Сможет ли он договориться насчёт себя?
- Готов ли ты пожертвовать незнакомой семьёй ради своей собственной?
- В день премьеры не будет никаких переговоров.

## Сюжет
Джефф Тэлли — знаменитый полицейский-переговорщик спецотряда SWAT полиции Лос-Анджелеса (10 лет в спецназе, 7 лет — главный переговорщик при освобождении заложников). В начале фильма Тэлли, лежа на крыше, расслабленно ведет переговоры с психопатом, который запер в доме своих жену и 5-летнего сына, угрожая убить их. Коллеги Тэлли из спецотряда сумели выяснить, что женщина шансов выжить уже практически не имеет, но пока ещё есть стопроцентная возможность спасти мальчика. Но Тэлли слишком уверен в себе, он убежден, что может спасти и мать, и сына, тянет время, и в результате в доме прогремели три выстрела: психопат расстрелял свою семью и покончил с собой, а на совести знаменитого переговорщика оказалось три смерти. Джефф Тэлли, не в силах перенести эту эмоциональную травму, переезжает из Лос-Анджелеса в Бристо Камино в округе Вентура, Калифорния.
Прошёл год после трагедии, Джефф Тэлли живёт и работает в Бристо Камино начальником полиции, его жена Джейн и дочь Аманда остались в Лос-Анджелесе, они приезжают к нему только на выходные, и отношения в семье становятся все более прохладными.
В один из спокойных понедельников, в очередной раз поссорившись с семейством, шериф Тэлли стоял в ожидании зелёного светофора на перекрестке по дороге на службу, а перед ним в стареньком пикапе расположились в прекрасном настроении и отличном расположении духа трое молодых парней — Деннис Келли, его младший брат Кевин и недавний знакомый Денниса Маршалл Крапчек «Марс». Возле кафе ребята видят роскошный автомобиль и выходящую из него девочку 14 лет. Деннис делает грубый непристойный жест в сторону девочки, она отвечает ему тем же. Деннис в бешенстве, а по выражению лица Марса понятно, что девочка ему понравилась. Деннис же решает проследить за шикарным автомобилем и угнать его, заодно отомстив за оскорбление. Девочку зовут Дженнифер, владелец автомобиля — её отец, его зовут Уолтер Смит, и он работает бухгалтером на некую очень могущественную мафиозную организацию, и в то время, как Марс и Деннис подъезжают к его дому, он готовится к передаче работодателям важных зашифрованных файлов, записанных на DVD. Дом Уолтера Смита находится далеко за городом, прямо в скале, это даже дом-крепость с надежной системой слежения и охраны. Тем не менее Марс и Деннис пробираются в дом незамеченными. В это время Смит спорит со своей дочерью Дженнифер и не видит происходящего на мониторах слежения.
Деннис, ворвавшись в дом и схватив Дженнифер, требует у Уолтера Смита ключи от автомобиля. Младший сын Смита, Томми, замечает Марса и успевает нажать кнопку тревоги. На сигнал приезжает женщина-полицейский и Марс убивает её. Деннис, увидев, что Марс застрелил полицейского, начинает паниковать и в приступе ярости бьёт Уолтера Смита пистолетом по голове, от чего тот теряет сознание. Вернувшийся Марс, осматривая дом, случайно активизирует систему безопасности, в результате чего все двери и окна теперь заблокированы, выход из дома невозможен.

## В ролях
| Актёр              | Роль           |
| ------------------ | -------------- |
| Брюс Уиллис        | Джефф Тэлли    |
| Кевин Поллак       | Уолтер Смит    |
| Бен Фостер         | Марс Крапчек   |
| Джонатан Такер     | Деннис Келли   |
| Маршалл Оллман     | Кевин Келли    |
| Мишель Хорн        | Дженнифер Смит |
| Джимми Беннетт     | Томми Смит     |
| Серена Скотт Томас | Джейн Тэлли    |
| Румер Уиллис       | Аманда Тэлли   |
| Роберт Нэппер      | Уилл Беклер    |

| Актёр               | Роль              |
| ------------------- | ----------------- |
| Тина Лиффорд        | капитан Шумейкер  |
| Рэнсфорд Доэрти     | Майк Андерс       |
| Маржин Холден       | Кэрол Флорес      |
| Майкл Д. Робертс    | доктор Ридли      |
| Арт Лафлер          | Билл Йоргенсон    |
| Кэтрин Джустен      | Луис              |
| Джэми МакШейн       | Джо Мэк           |
| Джимми Джекс Пинчак | Шон Мэк           |
| Гленн Моршауэр      | лейтенант Лейфитц |
| Джонни Месснер      | Мистер Джонс      |

## Съёмки фильма
- Фильм «Заложник» — экранизация одноимённого бестселлера Роберта Крайса, американского автора карманных романов из серии L.A. Requiem. В 2001 году совладельцы кинокомпании Cheyenne Enterprises Брюс Уиллис и Арнольд Рифкин прочитали роман Крайса, и он им настолько понравился, что ими было принято решение об экранизации. В ноябре 2002 года компания «Revolution Studios» купила права на экранизацию романа «Заложник», Брюс Уиллис и Арнольд Рифкин выступили в проекте как продюсеры. Съёмки проводились в Лос-Анджелесе с 19 января 2004 года. По сравнению с романом сценарий довольно сильно изменили. Так, в фильме режиссёр решил не освещать события, связанные с мафиозной группировкой, на которую работал Уолтер Смит, в то время как в романе им отведено едва ли не главное место. Из книги известно, что главу группировки звали Сонни Бенца. Фамилия Денниса и Кевина Келли в книжном варианте звучит как Руни (Rooney), полное имя Маршалла Крапчека — Элвин Маршалл Бонниер (Alvin Marshall Bonnier), также мать Маршалла убил не его отчим, как известно из диалога полицейских в фильме, а сам Маршалл Крапчек. В фильме изменили и возраст героев. Бристо-Камино — это вымышленный город. На самом деле фильм снимался в Малибу, в западной части Лос-Анджелеса. Дом Уолтера Смита — реально существующий дом в районе Каньона Топанга.
- Для съемок картины пригласили французского режиссёра Флорана Эмилио Сири, на счету которого такие фильмы как «Осиное гнездо» (2002), Близкие враги (2007), «Минута молчания» (Une Minute de silence) (1998). «Заложник» стал для Флорана Сири первым англоязычным фильмом.
- Во время съемок сцены с огнём Бена Фостера (Марс) чуть не убили настоящим коктейлем Молотова, из-за утечки газа из бутылки.
- Ребёнка героя Брюса Уиллиса играет его настоящая дочь — Румер Уиллис, на время съемок ей было 16 лет. Отец заставил её пройти прослушивания на общих основаниях, и выбрали именно её.
- Среди DVD дисков в коллекции персонажа Кевина Поллока можно заметить киноленту «Переговорщик» (1998), в которой сюжет также разворачивается вокруг полицейского переговорщика в чрезвычайных ситуациях. Также на полках присутствуют диски с предыдущим фильмом режиссёра Флорана Эмилио Сири, французским боевиком «Осиное гнездо» (2002) и полицейским триллером «S.W.A.T.: Спецназ города ангелов» (2003).
- Брюс Уиллис уже играл с актером Кевином Поллаком в фильмах «Девять ярдов» и «Девять ярдов 2».

## Прокат
"Заложник" был выпущен на DVD и VHS 21 июня 2005 года.

## Награды и номинации
- 2005 — номинация Golden Trailer Awards 2005 в категории Лучший триллер
- 2005 — номинация Taurus Award за трюк с огнём